# Nadkrstac
Nadkrstac je najviši vrh planine Vranice u BiH. Njegova visina iznosi 2112 metara nadmorske visine. Peti je najviši vrh u BiH.
S Nadkrstca se, za lijepa vremena, na sjeveru vidi Vlašić, na istoku Krstac, a jugoistoku Ločika i Prenj, na jugu Radovina i Čvrsnica te na zapadu Raduša.

## Vanjske poveznice
|  | Zajednički poslužitelj ima još gradiva o temi Nadkrstac |